# Gieorgij Marsielski
Gieorgij Siemionowicz Marsielski (ros. Георгий Семёнович Марсельский, ur. 18 stycznia?/30 stycznia 1897 we wsi Burman Kasy w guberni kazańskiej, zm. 19 listopada 1972 w Jałcie) – funkcjonariusz radzieckich organów bezpieczeństwa, generał major.

## Życiorys
Od sierpnia 1915 do maja 1916 nauczyciel w guberni kazańskiej, od czerwca 1916 do grudnia 1917 w rosyjskiej armii, od stycznia do maja 1917 elew czystopolskiej szkoły podoficerskiej. Od stycznia do września 1918 sekretarz komitetu wykonawczego rady gminnej w guberni kazańskiej, od września 1918 do kwietnia 1919 w Armii Czerwonej, po demobilizacji powrócił na poprzednie stanowisko, od maja 1919 w RKP(b). Od września 1919 do sierpnia 1921 ponownie w Armii Czerwonej, od października 1919 do lutego 1920 słuchacz wyższej szkoły Armii Czerwonej, 1921-1922 pomocnik kierownika wydziału Czuwaskiej Obwodowej Czeki. Od 1922 do kwietnia 1923 szef działu tajno-operacyjnego czuwaskiego obwodowego oddziału GPU, od 6 kwietnia 1923 do 21 kwietnia 1925 szef Czuwaskiego Obwodowego Oddziału GPU Czuwaskiej Komuny Robotniczej, od 21 kwietnia 1925 do 9 marca 1929 szef Czuwaskiego Obwodowego Oddziału GPU Czuwaskiej ASRR. Od września 1929 do marca 1931 słuchacz kursów marksizmu-leninizmu przy KC WKP(b), od 8 marca 1931 do 2 października 1932 ponownie szef Czuwaskiego Obwodowego Oddziału GPU, w listopadzie-grudniu 1932 szef wydziału ekonomicznego Pełnomocnego Przedstawicielstwa Głównego Zarządu Bezpieczeństwa Państwowego Tatarskiej ASRR, od grudnia 1932 do września 1933 zastępca szefa Buriacko-Mongolskiego Obwodowego Oddziału GPU. Od września 1933 do września 1935 szef wydziału Pełnomocnego Przedstawicielstwa Głównego Zarządu Bezpieczeństwa Państwowego/Zarządu NKWD Kraju Zachodniosyberyjskiego, 1935-1936 pomocnik szefa Wydziału Transportu Drogowego Oddziału Głównego Zarządu Bezpieczeństwa Państwowego Kolei Zachodniej, a 1936-1937 Kolei Moskiewsko-Kijowskiej, od 11 sierpnia 1936 porucznik bezpieczeństwa państwowego, od marca 1937 do kwietnia 1938 pomocnik szefa Wydziału III Zarządu Bezpieczeństwa Państwowego (UGB) NKWD Kazachskiej SRR, 14 marca 1937 awansowany na starszego porucznika bezpieczeństwa państwowego. Od 7 kwietnia 1938 do maja 1939 szef Zarządu NKWD obwodu kyzyłordyńskiego, od maja 1939 do 4 września 1941 szef Zarządu NKWD obwodu pawłodarskiego, 29 maja 1940 mianowany kapitanem bezpieczeństwa państwowego. Od 4 września do 6 października 1941 szef Wydziału Specjalnego NKWD Zachodniego Okręgu Wojskowego, od 6 października 1941 do kwietnia 1943 szef Wydziału Specjalnego NKWD Uralskiego Okręgu Wojskowego, od 26 maja 1942 major bezpieczeństwa państwowego, a od 14 lutego 1943 pułkownik. Od kwietnia 1943 do sierpnia 1946 szef Wydziału/Zarządu Kontrwywiadu Uralskiego Okręgu Wojskowego, 26 maja 1943 mianowany generałem majorem, od września 1946 do 2 marca 1948 szef Zarządu MGB obwodu krymskiego, następnie w rezerwie.

## Odznaczenia
- Order Lenina (6 listopada 1945)
- Order Czerwonego Sztandaru (dwukrotnie - 28 października 1943 i 3 listopada 1944)
- Order Wojny Ojczyźnianej I klasy (dwukrotnie - 31 lipca 1944 i 25 marca 1945)
- Order Czerwonej Gwiazdy (13 września 1945)
- Order „Znak Honoru” (19 grudnia 1937)
- Odznaka „Zasłużony Funkcjonariusz NKWD” (19 grudnia 1942)

I 2 medale.